# Louis Dugauguez
Louis Dugauguez (* 21. Februar 1918 in Thénac, Département Charente-Maritime; † 22. September 1991 in Sedan) war ein französischer Fußballtrainer, der von 1967 bis 1968 auch für die französische A-Nationalelf verantwortlich war.

## Vereinskarriere
Der in Nordfrankreich aufgewachsene, ausgebildete Erzieher hatte ab 1934 selbst Fußball gespielt, allerdings ausschließlich als Amateur, unter anderem bei Stade Béthune (1934–1938) – dort gewann er 1938 den ersten von zwei französischen Amateurmeistertiteln –, RC Lens (1938–1942) und FC Toulouse (1943). Er wurde auch in der Amateur-Nationalmannschaft Frankreichs eingesetzt. Von 1948 bis 1952 arbeitete er als Spielertrainer bei UA Sedan-Torcy, das während dieser Zeit ebenfalls unterhalb der professionellen Ligen spielte; sein größter Erfolg in dieser Funktion war die Viertelfinalteilnahme im Landespokalwettbewerb 1949/50, als man mit 0:2 am späteren Cupsieger Stade Reims scheiterte. Außerdem wurde er mit UAST 1951 erneut französischer Amateurmeister.
Ab 1952 konzentrierte er sich ganz auf das Traineramt – und hatte diesen Posten in Sedan durchgehend bis 1973 inne. Unter seiner Führung stieg die Mannschaft 1953 erstmals in die Division 2 auf, nachdem die Vereinsführung kurz zuvor entschieden hatte, dem Klub ein Profistatut zu geben. Allerdings arbeiteten die Spieler nahezu ausnahmslos nebenbei in einer örtlichen Fabrik. 1955 gelang diesen „Arbeiterfußballern“ unter Dugauguez auch der Aufstieg in die höchste Spielklasse, und 1956 führte der Trainer sie zu ihrem ersten nationalen Titel, dem Gewinn der Coupe de France (im Endspiel 3:1 über AS Troyes-Savinienne). 1961 gelang es ihm, diesen Pokal erneut zu gewinnen; wieder lag Sedan beim Schlusspfiff des Finales mit 3:1 vorne, diesmal gegen Olympique Nîmes. 1965 standen die Sangliers – „die Wildschweine“ ist eine in Frankreich verbreitete Bezeichnung für die Fußballer aus den waldreichen Ardennen – ein drittes Mal im Pokalendspiel; nachdem die Begegnung nach Verlängerung 2:2 stand, endete das Wiederholungsspiel mit 3:1, diesmal allerdings für Sedans Gegner, den Stade Rennais UC.
In der Liga reichte es zwar in der Ära von Monsieur Louis nie zu einer Meisterschaft, aber die UA Sedan-Torcy (ab 1966 aufgrund einer Fusion zeitweise RC Paris-Sedan und ab 1970 CS Sedan) spielte bis 1971 durchgehend in der Division 1 und kehrte 1972 in diese zurück. Die besten Platzierungen des Klubs unter Dugauguez waren zwei dritte (1963, 1970) und vier fünfte (1958, 1962, 1967, 1969) Ränge in der Abschlusstabelle. Nachdem der Fußballlehrer nach 25 Jahren sein Traineramt aufgegeben hatte, wurde das Stadion der Stadt Sedan in Stade Louis-Dugauguez umbenannt, und so heißt es heute (2008) noch.

## Nationaltrainer
1952 berief der französische Verband FFF Dugauguez zum Trainer der Amateurnationalmannschaft des Landes; ab 1955 betreute er die Jugendnationalelf (Espoirs) der FFF. Im September 1967 übernahm er vom glücklosen Just Fontaine die A-Nationalmannschaft. Zum Auftakt gelang der Équipe tricolore unter seiner Führung ein brillanter 4:1-Sieg gegen Polen in Warschau (Qualifikationsspiel für die Europameisterschaft 1968). Auch wenn Dugauguez nach dem Spiel mahnte „Geben wir uns keinen Illusionen hin!“ – nur 10 Tage später kassierte Frankreich in einer Freundschaftsbegegnung gegen Deutschland eine 1:5-Schlappe. In vier anschließenden EM-Qualifikationsspielen gelang den Bleus unter Louis Dugauguez – der, wie seinerzeit in Frankreich üblich, diesen Posten nicht hauptberuflich, sondern nur neben seiner Vereinstätigkeit ausübte – lediglich ein Sieg gegen Luxemburg und sie verpassten die EM-Endrunde. Nach drei weiteren sieglosen Länderspielen, darunter immerhin ein 1:1 gegen Deutschland, aber auch eine 0:1-Heimniederlage gegen Norwegen in der Qualifikation für die Weltmeisterschaft 1970, entließ die FFF Ende 1968 den Trainer, dem Georges Boulogne nachfolgte. Dennoch betreute er im Februar 1969 die Équipe tricolore noch in einem Freundschaftsspiel gegen Ungarn.
Rein von den Ergebnissen her war seine Tätigkeit bei der A-Mannschaft erfolglos: lediglich zwei Siege, vier Remis und vier Niederlagen standen zu Buche. Allerdings sahen die Bilanzen seiner Vorgänger und Nachfolger kaum besser aus, weil der französische Fußball zwischen 1960 und Mitte der 1970er international höchstens zweitklassig war und sich zwischen 1966 und 1978 für kein einziges großes Turnier qualifizieren konnte; L’Équipe schlagzeilte beispielsweise über den Boulogne-Nachfolger Ștefan Kovács 1975: „Kovacs mit dem Rücken zur Wand“. Louis Dugauguez besaß Mut für Neuerungen; so holte er für das Spiel gegen Polen zwar einige Altnationalspieler zurück, die zuletzt keine Berücksichtigung mehr gefunden hatten, aber er setzte insgesamt 34 Spieler (darunter mehrere Debütanten) ein, und nur vier von ihnen (Djorkaeff und Bosquier je zehn-, Baeza und Loubet je neunmal) standen in mehr als sechs Partien unter seiner Federführung auf dem Rasen.

## Palmarès

### Als Spieler
- Französischer Amateurmeister: 1938, 1951

### Als Trainer
- Französischer Pokalsieger: 1956, 1961 (und Finalist 1965)
- Nationaltrainer Frankreichs 1967 bis 1968